# Chionaema cara
Chionaema cara là một loài bướm đêm thuộc phân họ Arctiinae, họ Erebidae.